# اتحادیه بین‌المللی ژئودزی و ژئوفیزیک
اتحادیه بین‌المللی ژئودزی و ژئوفیزیک (به فرانسوی: Union géodésique et géophysique internationale) یا (IUGG)، یک سازمان مردم‌نهاد بین‌المللی است که با استفاده از تکنیک‌های ژئوفیزیکی و ژئودزیکی به مطالعه علمی زمین و محیط آب و هوای فضایی آن اختصاص دارد.
بنیان‌گذاری این نهاد در سال ۱۹۱۹ در بروکسل، بلژیک انجام شده‌است. برخی از زمینه‌های پیگیری در محدوده (IUGG): حفظ محیط زیست، کاهش تأثیر خطرهای طبیعی و نیز منابع کانی است.